# Stichoneuron
Stichoneuron es un género con 42 especies de plantas de flores perteneciente a la familia Stemonaceae, nativa del este y sudeste de Asia.

## Especies
1. Stichoneuron bognerianum Duyfjes - Johor
2. Stichoneuron calcicola Inthachub - sur de Tailandia
3. Stichoneuron caudatum Ridl. - Tailandia, Malasia
4. Stichoneuron halabalense Inthachub - southern Tailandia, Malasia
5. Stichoneuron membranaceum Hook.f. - Assam, Bangladés, Birmania

## Cultivos
Stemona tuberosa (en chino: 百部; pinyin: bǎi bù), es una de las 50 hierbas fundamentales usada en la Medicina tradicional china.

## Sinónimo
- Roxburghia